# Diego Ulissi
Diego Ulissi (født 15. juli 1989 i Cecina) er en italiensk landevejscykelrytter, der kører for det professionelle cykelhold XDS Astana Team.
Han vandt VM i landevejscykling i 2006 og 2007 for juniorer.